# Timothy Mulholland
Timothy Martin Mulholland (Estados Unidos, 13 de novembro de 1949) é um professor brasileiro-americano, ex-reitor da Universidade de Brasília (UnB).

## Biografia
Nascido nos Estados Unidos, veio com dois anos de idade com a família para o Brasil. Graduado em Psicologia pela Westmont College (1971), possui mestrado e doutorado em psicologia cognitiva pela Universidade de Pittsburgh (1974 e 1976, respectivamente). Foi professor da UnB a partir de 1976. Como dirigente da Universidade ocupou todos os cargos mais importantes: Diretor do Instituto de Psicologia, Chefe de Gabinete da Reitoria - Gestão João Claudio Todorov, Vice Reitor de 1997 a 2005 e finalmente reitor eleito em 2005. Em 1996 naturalizou-se brasileiro.
Tem três enteados e dois filhos, entre os quais a atriz Rosanne Mulholland.
Possui dois livros publicados, DF em Questão e A Universidade e o Futuro do País - Série Brasil em Questão, ambos de 2006.

## Denúncia de Improbidade
Timothy Mulholland foi acusado pelo Ministério Público de cometer improbidade administrativa. A acusação é de que teria gastado R$ 470.000,00 para a compra de um carro e para mobiliar um apartamento funcional que veio a ocupar com a família por quase um ano, uma cobertura de quase 400m². O dinheiro teria vindo de um fundo de desenvolvimento institucional da UnB. O caso chamou a atenção da opinião pública pela absurda quantia de 900 reais gasta na compra de uma lixeira.
No dia 4 de abril de 2008, a reitoria da UnB foi ocupada por estudantes que exigiam a saída do reitor. Mulholland respondeu dizendo que "não sairia, pois havia sido democraticamente eleito". No dia 10 de abril, porém, Mulholland pediu afastamento do cargo por sessenta dias e logo depois renunciou.

## Absolvição da Improbidade
Timothy Mulholland foi absolvido pela Justiça Federal do Distrito Federal da acusação de improbidade administrativa. Hamilton de Sá Dantas,juiz federal 21ª Vara da Seção Judiciária do DF, considerou que os gastos não foram usados em benefício do ex-reitor e de Érico Paulo Weidle, decano da administração da UnB, que também foi inocentado. Dantas admitiu o argumento da defesa dos acusados, que alegou que os bens foram adquiridos para o “desenvolvimento institucional” da universidade, destinados à recepção de membros da comunidade acadêmica nacional e internacional. Ele alegou inclusive que este caso nunca poderia ser enquadrado como improbidade administrativa visto que os bens adquiridos fazem parte do patrimônio da UnB. Inclusive, a verba utilizada não teria natureza pública pois a Finatec é uma fundação de Direito Privado autônoma, sem vínculo com a universidade. Considerou também que caso deve ser tratado no âmbito administrativo, e não pelo Poder Judiciário, sob pena de violação ao princípio da separação dos Poderes.
Ao julgar improcedente a Ação Civil Pública movida pelo Ministério Público Federal contra o ex-reitor e o decano, Dantas afirmou que, se entendesse que houve improbidade administrativa neste caso, o MPF teria de ajuizar ações contra os administradores e membros dos Poderes Legislativo, Executivo e Judiciário, e até mesmo do próprio MPF, que, “notoriamente, transitam em carros luxuosos e usam instalações dignas de reis e rainhas”. 
A decisão foi mantida pelo Tribunal Federal da 1ª Região, por maioria, e também pelo Superior Tribunal de Justiça , onde recebeu a numeração REsp 1.622.001/DF. 

## Processos Administrativos Disciplinares
Em 2009, o ano seguinte aos protestos que culminaram com sua renúncia, foram iniciados diversos processos administrativos em que Timothy Mulholland era acusado de faltar com seus deveres como funcionários público, durante sua gestão como reitor na Universidade de Brasília.
O primeiro processo noticiado pela Controladoria-Geral da União, julgado em 2014, entendeu que ele era responsável pela malversação de verbas do Ministério da Saúde recebidas pela Universidade de Brasília e repassadas a uma fundação de apoio - um expediente controverso. No entanto, a pena considerada suficiente era a pena de suspensão por 90 dias - o que levou ao reconhecimento da prescrição. Nesse primeiro processo, Lauro Mohry também sofreria a pena branda de advertência, o que também levou à prescrição. A situação foi mais grave para o ex-diretor-executivo da Editora Universidade de Brasília, Alexandre Lima, que foi demitido.
Ocorre que em 2015, o Ministério da Educação - ocupado à época por Cid Gomes - julgou outros quatro processos disciplinares e concluiu que seria o caso de aplicar ao ex-reitor a pena de demissão.
Os três primeiros foram publicados no Diário Oficial da União de 26 de fevereiro de 2015.
A Portaria 139 o condenou à demissão, aplicando nova pena a Alexandre Lima (se ele viesse a invalidar a demissão anterior) e também registrou a conduta de Antônio Carlos Ferreira de Souza Leal que sofreria a pena de advertência, mas essa pena de advertência foi atingida pela prescrição. O relatório final sugeria até mesmo apurar a responsabilidade até mesmo do procurador-geral da UnB à época José Weber Holanda Alves. Não se tem notícias se isso foi adiante, mas o certo é que anos depois, em 2012, o mesmo procurador foi envolvido na Operação Porto Seguro e finalmente demitido a bem do serviço público em 2018.
A Portaria 140 aplicou a mesma pena, também estendida a Alexandre Lima, e mandou o registro da conduta de Maria Heldaiva Bezerra Pinheiro, que sofreria a pena de suspensão por 30 dias, mas essa pena de suspensão foi atingida pela prescrição.
Por fim, a Portaria 141 também aplicou a demissão a Timothy Mulholland e a Alexandre Lima. Além deles, a portaria cassou a aposentadoria de Gilberto Tristão (que era o Diretor Presidente da FEPAD) e afastou do serviço público ocupante de cargo comissionado Érico Paulo Siegmar Weidle (que era decano de Administração da Universidade de Brasília).

## Discussão Judicial dos Processos Administrativos Disciplinares
Os processos que culminaram com a demissão do ex-reitor também foram objeto de questionamento judicial.
O Mandado de Segurança 21.859/DF questionou no Superior Tribunal de Justiça a Portaria 139, que condenou o ex-reitor à demissão pela gestão das verbas recebidas pela Universidade de Brasília do Ministério do Trabalho em 26 de dezembro de 2007,   para avaliação externa do seguro-desemprego, e repassadas para a FEPAD (Fundação de Apoio e Pesquisa em Administração) por dispensa de licitação assinada no dia seguinte ao recebimento dos recursos (27 de dezembro de 2007). A velocidade da contratação fez a comissão concluir que os valores listados não tinham critério. Entre os argumentos da defesa estão o fato de que o contrato considerado ilícito foi prorrogado por 12 meses, e a comissão de inquérito não acusou o reitor que lhe substituiu, a prescrição da pena e que a comissão de PAD teria um membro parcial (pelo fato de já ter feito uma auditoria anterior). No seu recurso, ele alega também que a acusação decorre exclusivamente pelo fato de que ele exercia a função de Reitor à época, e que não teria agido pessoalmente na execução desses contratos. A auditoria encontrou que a FEPAD não prestava quaisquer serviços, e era utilizada apenas como veículo de repasse dos recursos para poder pagar ilegalmente pelos serviços prestados pelos próprios servidores da Universidade de Brasília - uma remuneração em duplicidade, por que eles já eram remunerados pelos cofres da União, havendo proibição expressa nesse sentido nas Leis de Diretrizes Orçamentárias, pelo menos desde 2002 (vide o Acórdão 1372/2008 1ª Câmara do Tribunal de Contas da União). Segundo os depoimentos tomados, a seleção da FEPAD para receber os recursos se deu por que o então reitor sabia de sua difícil situação financeira e esses recursos seriam uma forma de auxiliá-la. Em 28 de novembro de 2018, a 1ª Seção do Superior Tribunal de Justiça denegou a segurança pleiteada por por Timothy Mulholland . Ele recorreu ao Supremo Tribunal Federal, onde o recurso recebeu a designação RMS 36383, e seu recurso foi rejeitado pelo relator, o Min. Gilmar Mendes em 18 de outubro de 2019.

O Mandado de Segurança 21.773/DF questionou no Superior Tribunal de Justiça a Portaria 140, que condenou o ex-reitor à demissão em razão do Instrumento 002/2007, denominado Projeto FAP-DF. O Fundo de Apoio à Pesquisa recebe verbas públicas da Secretaria de Estado de Ciência e Tecnologia do Distrito Federal e com base nesse instrumento 4 contratos foram firmados entre a FAP-DF e a UnB, que repassou os recursos à fundação privada FEPAD e à Editora Universidade de Brasília. Os projetos desses contratos eram DF Digital I, Núcleo de Gestão, DF Digital II e DF Digital III (Telecentros), resumidamente, a oferta de cursos à distância para a comunidade. Linhas desse mesmo projeto já tinham sido feitas anteriormente tendo como intermediário o Instituto Candango de Solidariedade, Organização Social supostamente sem fins lucrativos que era contratada sem licitação, e foi utilizada para desviar recursos públicos do Distrito Federal e para contratar pessoas irregularmente sem concurso público, o ilícito popularmente conhecido como "cabide de empregos". Com desmantelamento do Instituto Candango de Solidariedade, a CODEPLAN passou a contratar as empresas envolvidas na prestação de serviços diretamente, sem base legal, dando origem à Operação Megabyte. Após essas dificuldades, a UnB foi contratada por dispensa de licitação, e serviu de repassadora de recursos à Editora Universidade de Brasília (que ficou com uma comissão de R$ 1.741.629,88) e à FEPAD (R$ 794.482,00) - também contratados sem licitação. Muito embora no depoimento do ex-reitor tenha dito que as entidades tinham condições de prestar os serviços, a apuração demonstrou que praticamente tudo foi "terceirizado", em uma nova subcontratação das empresas de informática envolvidas na operação Megabyte. A conclusão da apuração foi que a UnB foi utilizada como intermediária para que os pagamentos feitos aos verdadeiros prestadores de serviço (desde o tempo do Instituto Candango de Solidariedade) não sofressem interrupção - burlando mais uma vez a lei de licitações. Entre as provas, há documentos de propostas de prestação de serviço à FEPAD em 18 de maio de 2007, antes mesmo de a UnB ser contratada pelo FAP-DF em 13 de junho de 2007 (e obviamente, antes de a UnB subcontratar a FEPAD). A defesa apresentou as mesmas alegações do Mandado de Segurança 21.859/DF. Tal como no processo anterior, a liminar foi indeferida, mas diante de um recurso, em 13 de novembro de 2015, o Ministro Benedito Gonçalves reconsiderou sua decisão anterior e determinou que ele fosse reintegrado até o final julgamento do processo. Em 23 de outubro de 2019, a 1ª Seção do Superior Tribunal de Justiça julgou o processo e considerou que o PAD fora conduzido de forma regular. Do voto do próprio Ministro Benedito Gonçalves constou o seguinte:
"a infração pela qual o impetrante foi apenado é da maior gravidade: promoveu a utilização de Fundações vinculadas à Universidade de Brasília como intermediárias para que se dispensasse ilegalmente licitação para a aquisição de bens e serviços pelo Governo do Distrito Federal, em benefício de particulares e em prejuízo ao erário, à legalidade e à moralidade administrativa. Tal conduta importa um enorme descrédito à moralidade administrativa, não havendo que se falar em desproporcionalidade da penalidade"
Nesse processo foi interposto recurso, que recebeu a designação RMS 36.928, e foi distribuído no Supremo Tribunal Federal ao ministro Gilmar Mendes, e em março de 2020 foi aberto prazo à Procuradoria-Geral da República para elaborar parecer.
O Mandado de Segurança 21.863/DF questionou no Superior Tribunal de Justiça a Portaria 141, que condenou Timothy Mulholland à demissão por assinar um contrato de 2003 - quando ocupava o cargo de vice-Reitor da Universidade de Brasília e o reitor da época (Lauro Mohry) estava em regular exercício. Era um convênio de R$ 800.000,00 de inclusão digital das comunidades rurais do Distrito Federal, a FEPAD foi utilizada como veículo de repasse de recursos, eis que subcontratou a Associação Brasileira de Educação Agrícola Superior (ABEAS), que por sua vez ajudou a custear os serviços na verdade prestados pela Emater-DF e pela Fundação Rural. Entre as irregularidades estão a falta de exigência de garantia, o adiantamento dos valores antes da prestação dos serviços, a tramitação do contrato sem parecer técnico do Conselho Diretor e falta de justificativa da escolha da FEPAD da área da Administração, para um contrato vinculado à informática - que terminou sendo prestado por terceiros. A prestação de contas de R$ 400.000,00 foi considerada insatisfatória, com R$ 380.000,00 gastos em atividades totalmente desconhecidas ao projeto e R$ 20.000,00 retidos pela FEPAD sem justificativa. A defesa questionou também a comissão de inquérito, e alegou que não teve responsabilidade pessoal pelos desvios, e que a pena teria sido desproporcional. O processo teve a liminar indeferida pelo Min. Benedito Gonçalves por decisão publicada em 7 de outubro de 2016, e até abril de 2020 não tinha sido julgado.

## Processos Criminais
Timothy Mulholland foi acusado em três processos criminais pelos escândalos que protagonizou nos mais altos cargos da Universidade de Brasília.

O processo 2008.34.00.027776-5, julgado pela 12ª Vara Federal da Seção Judiciária do Distrito Federal, teve suas cópias apresentadas ao Senado Federal onde os fatos também foram na Comissão Parlamentar de Inquérito das ONGs. Segundo o Ministério Público, a denúncia envolve os seguintes fatos:
"A denúncia refere-se a desvios ocorridos nos Convênios 14/2004 e 1326/2004, celebrados entre a FUB e a Fundação Nacional de Saúde (Funasa) para prestação de ações complementares de saúde em benefício às comunidades indígenas yanomami, em Roraima, e xavanti, em Mato Grosso. A UnB, por sua vez, subcontratou, sem licitação, a Fundação de Apoio ao Desenvolvimento Científico e Tecnológico na Área de Saúde (Funsaúde) que, por sua vez, veio a subcontratar as empresas MI Manegement, Coopers Instituto Profissional de Consultores Associados, LMR Softwares e Consultoria Empresarial, para executarem as atividades.
Tais empresas de consultoria, subcontratadas por meio de licitações fraudulentas, não tinham funcionamento regular e não prestaram quaisquer serviços ou atividades para a Funsaúde. A denúncia ressalta, inclusive, que a empresa LMR Softwares e Consultoria Empresarial tinha como sócio o próprio filho de Alexandre Lima. Já a empresa MI Manegement, conforme as investigações, possui sede onde funciona uma igreja evangélica em Riacho Fundo II, no DF.
Para garantir que estas empresas fossem contratadas a prestarem as consultorias, a Funsaúde promovia licitações na modalidade convite, forma inapropriada conforme o volume de verbas destinadas a esses contratos. Dessa forma, os denunciados convidavam apenas as empresas de interesse pessoal."
O juiz Marcus Vinícius Reis Bastos sentenciou em 14 de abril de 2009 que a denúncia não narrava a apropriação de recursos públicos (peculato), mas o crime de fraude à licitação (que não foi objeto de denúncia). Em vez de propor outra denúncia com esses crimes, o Ministério Público recorreu ao Tribunal Federal da 1ª Região, que manteve a decisão nestes termos:
"Cotejando a denúncia, tenho como correto o fundamento da decisão recorrida no sentido de que “a par de afirmar o desvio de dinheiro dos cofres públicos pretensamente pulverizados na contratação irregular de empresas privadas para a execução dos serviços sem licitação e em pagamentos feitos a parentes dos dirigentes da FUB e da FUNSAÚDE, não expõe as circunstâncias pelas quais teria sido perpetrado o crime de peculato” (fl. 1215).
[...]

Com efeito, a circunstância objetiva dos acusados figurarem seja como ordenador de despesas, diretores ou qualquer outro cargo de destaque nas empresas envolvidas, na FUB ou na FUNASA não é suficiente para a instauração válida do processo. Como bem salientado pelo juiz a quo, 'a movimentação financeira entre as instituições envolvidas, ainda que írrita e sem critérios, não implica, só por si, no desvio em proveito próprio ou alheio para os fins do art. 312, caput do CP' (fl. 1215)."
Ou seja, a irregularidade dos pagamentos e das contratações sem critérios não era suficiente para concluir que os valores tinham sido totalmente desviados em favor das pessoas contratadas. Por isso, o crime indicado na denúncia não foi demonstrado pela acusação.
No processo 2009.34.00.700004-2, que também correu perante a 12ª Vara Federal, ele foi acusado várias vezes de ter cometido o crime de emprego irregular de verbas públicas - um crime de menor potencial ofensivo, previsto no art. 315 do Código Penal. A denúncia foi recebida em 6 de março de 2009, e o Ministério Público Federal opinou no final pela condenação por peculato, um crime bem mais grave, previsto no art. 312 do Código Penal, que envolve o desvio de verbas públicas para ser apropriado por alguém. A juíza federal Pollyanna Kelly Medeiros Martins Alves entendeu que não havia como caracterizar as condutas como peculato, por que a decoração luxuosa do imóvel funcional que Timothy Mulholland ocupava e a aquisição de um veículo sofisticado (Honda Civic) que o transportavam foram adquiridas em nome da FINATEC (Fundação de Empreendimentos Científicos e Tecnológicos) e estavam registrados no seu patrimônio. Por mais que tenha sido caracterizado o usufruto desses bens, não houve a apropriação deles em favor do acusado. Assim, conforme a lei penal vigente à época que estipulava a prescrição depois de 2 anos do recebimento da denúncia para os crimes de menor potencial ofensivo, e não podendo caracterizar a conduta como peculato (um crime mais grave), a sentença da juíza reconheceu a prescrição em 11 de abril de 2011 e absolveu Timothy Mulholland e o corréu Erico Paulo Siegmar Weidle.
No processo 0008752-58.2012.4.01.3400, que também foi distribuído à mesma 12ª Vara Federal, houve a acusação de 20 pessoas nos graves crimes de formação de quadrilha, fraude à licitação e peculato, dentre elas Timothy Mulholland e Alexandre Lima. Também haviam sido investigadas outras 11 pessoas, entre elas, o também ex-reitor Lauro Morhy, mas o Ministério Público Federal promoveu o arquivamento da investigação com relação a eles. O juiz federal Marcus Vinícius Reis Bastos acolheu a promoção do arquivamento com relação a esses 11 investigados e recebeu a denúncia com relação aos 20 réus em 23 de fevereiro de 2012. Com tantos acusados, ocorreram nove audiências, duas admonitórias em 2012, cinco para ouvir 24 testemunhas (tendo ocorrido um adiamento) entre 2013 e 2016, duas para ouvir os réus entre 2016 e 2018, e esperando diligências, cartas precatórias, e ofícios a órgãos públicos, o processo ficou disponível para as razões finais serem apresentadas em abril de 2018. As defesas ganharam um ano em razões finais e o processo está pronto para julgamento desde 11 de setembro de 2019. Como Timothy Mulholland completou 70 anos em 2019, e os prazos de prescrição correm pela metade, mesmo que a Justiça Federal reconheça o cometimento de crimes, ele dificilmente será punido. Há alguma chance de punição pelos crimes mais pesados dos demais acusados mais jovens.